# Mesochorus lapideus
Mesochorus lapideus är en stekelart som beskrevs av Charles Thomas Brues 1910. Mesochorus lapideus ingår i släktet Mesochorus och familjen brokparasitsteklar. Inga underarter finns listade i Catalogue of Life.